# Saragozza
Saragozza (AFI: /saraˈɡɔʦʦa/; in spagnolo Zaragoza) è una città della Spagna di 682 513 abitanti, capoluogo dell'Aragona e della provincia e comarca omonime. È la quinta città spagnola per numero di abitanti, dopo Madrid, Barcellona, Valencia e Siviglia.
È posta nella zona nord-orientale della Spagna, a circa 300 km da Madrid, Barcellona, Bilbao, Valencia e Tolosa, per cui si trova al centro di un importante nodo di comunicazioni.
È affacciata sulla riva destra dell'Ebro e al centro di una vasta depressione, un tempo desertica, ma ora abbastanza fertile grazie ad alcune canalizzazioni d'irrigazione che suppliscono alla scarsa piovosità della zona, una delle più basse della Spagna con una media di 323 mm di pioggia all'anno. È sede arcivescovile e universitaria.
Saragozza è famosa in tutto il mondo cattolico per aver dato gli illustri natali al glorioso diacono e martire San Vincenzo che viene identificato per l'appunto "di Saragozza".
Dal 14 giugno al 14 settembre 2008 la città è stata sede dell'Esposizione Internazionale 2008 con il tema "Acqua e sviluppo sostenibile".

## Geografia fisica

### Territorio
La città si trova al centro della valle dell'Ebro, fiume che la attraversa in corrispondenza della confluenza dei due fiumi tributari Huerva e Gállego. Parte del territorio comunale è occupato da una riserva naturale (Reserva natural dirigida de los Sotos y Galachos del Ebro) che tutela proprio il particolare ecosistema fluviale.

### Clima
Saragozza ha un clima mediterraneo con influssi atlantici, tipico della depressione del fiume Ebro. Gli inverni non sono particolarmente freddi anche se le gelate notturne e le nebbie mattutine sono abbastanza frequenti nel mese di gennaio. Le precipitazioni nevose sono invece sporadiche e in alcuni anni del tutto assenti. Le estati sono molto secche e calde con la massima giornaliera che supera i 31 °C sia a luglio che ad agosto. Le precipitazioni sono scarse e concentrate soprattutto a primavera. I venti soffiano prevalentemente da nord, con maggiore intensità in inverno e ad inizio della primavera.
| Saragozza           | Mesi | Mesi | Mesi | Mesi | Mesi | Mesi | Mesi | Mesi | Mesi | Mesi | Mesi | Mesi | Stagioni | Stagioni | Stagioni | Stagioni | Anno |
| Saragozza           | Gen  | Feb  | Mar  | Apr  | Mag  | Giu  | Lug  | Ago  | Set  | Ott  | Nov  | Dic  | Inv      | Pri      | Est      | Aut      | Anno |
| ------------------- | ---- | ---- | ---- | ---- | ---- | ---- | ---- | ---- | ---- | ---- | ---- | ---- | -------- | -------- | -------- | -------- | ---- |
| T. max. media (°C)  | 10   | 12,3 | 16,4 | 19,1 | 22,7 | 27,2 | 30,8 | 30,0 | 26,5 | 20,2 | 14,2 | 10,4 | 10,9     | 19,4     | 29,3     | 20,3     | 20,0 |
| T. min. media (°C)  | 2,2  | 3,1  | 5,6  | 7,8  | 11,2 | 14,7 | 17,2 | 17,2 | 14,9 | 10,2 | 5,8  | 3,4  | 2,9      | 8,2      | 16,4     | 10,3     | 9,4  |
| Precipitazioni (mm) | 23   | 23   | 28   | 33   | 47   | 37   | 17   | 20   | 32   | 38   | 33   | 26   | 72       | 108      | 74       | 103      | 357  |

## Storia

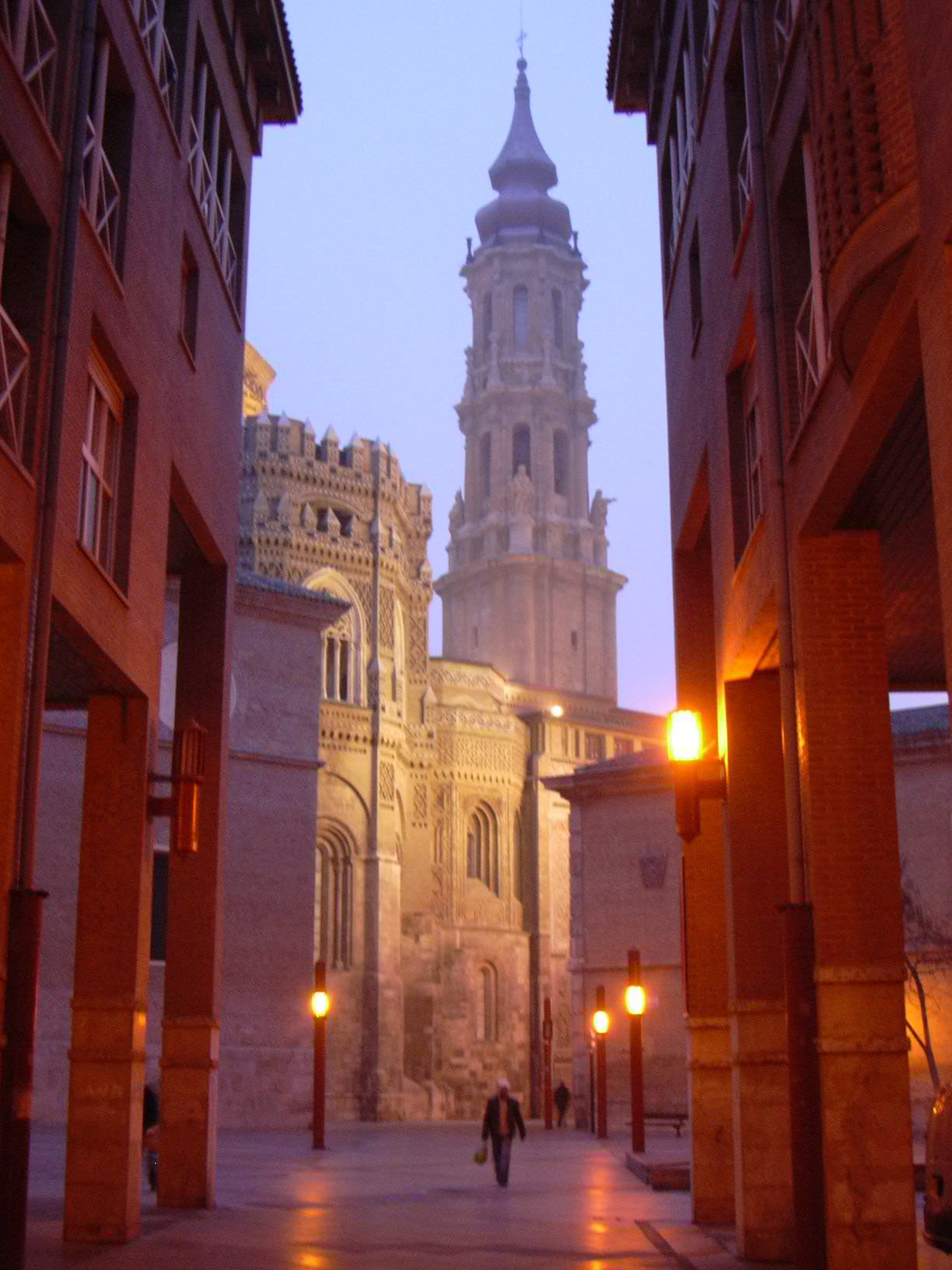
La Seo di sera

Saragozza fu fondata nel 25 a.C. dall'imperatore Augusto con il nome di Caesaraugusta nei pressi di Salduie, un insediamento degli Edetani, una tribù degli antichi Iberi. Divenne uno dei centri più importanti della Hispania Tarraconensis, e una delle tre (poi quattro) Province in cui i Romani divisero la Spagna. Alla caduta dell'Impero romano d'Occidente fu occupata dai Visigoti.
Fu tra le prime città spagnole a convertirsi al Cristianesimo e nel 713 venne conquistata dagli Arabi che le cambiarono nome in Saraqusṭa. Tre secoli più tardi la fecero capitale della ṭāʾifa retta dalla dinastia dei Banu Hud che, dopo il crollo del califfato di Cordova nell'XI secolo, rivaleggiò con Cordova, Siviglia, Toledo e Merida.
Nel 778 venne assediata da Carlo Magno, ma questi fu costretto ad abbandonare il campo per un'insurrezione dei Sassoni.
Fu conquistata nel 1118 dai cristiani, organizzati in una spedizione militare al comando di Alfonso I, re di Aragona, e di Gastone IV, visconte del Béarn, con la partecipazione di Guy de Lons, vescovo di Lescar. Visse così un periodo di grande prosperità, essendo divenuta capitale del Regno d'Aragona.
A Saragozza le vie mantengono molti riflessi del passato, come quella denominata de los Caballeros (dei Cavalieri) di Santiago, del Santo Sepolcro, di San Giovanni della Croce, oltre alla piazza della Maddalena, alla Torre e chiesa della Maddalena. Nella Calle de Santa Cruz (via di Santa Croce), si trova la Chiesa dell'Esaltazione della Santa Croce, sul cui muro è scolpito un crismon molto interessante.
Durante la guerra napoleonica sostenne due assedi da parte delle truppe francesi nel 1808 e 1809.

## Monumenti e luoghi d'interesse
Fra i monumenti più importanti di Saragozza si possono citare:
- Arcidiocesi di Saragozza
- La Basilica di Nostra Signora del Pilar del 1681, capolavoro barocco di Herrera
- La Cattedrale del Salvatore, abitualmente chiamata "la Seo" in contrapposizione a "el Pilar". Fu costruita sul sito dell'antico foro romano di Augusto. Prima della sua realizzazione, risalente al XII secolo, qui si trovava anche la moschea maggiore della Taifa di Saragozza. Oggi la struttura si presenta come un perfetto mix tra stili architettonici completamente differenti tra loro, tra i quali il gotico, lo stile rinascimentale e mudéjar.
- La Plaza del Pilar, una delle piazze pedonali più grandi di tutta la Spagna circondata da caffè ed eleganti palazzi storici. La piazza deve il suo nome alla Basilica di Nostra Signora del Pilar, che si trova sul lato settentrionale, mentre dal lato opposto della piazza si trova la Cattedrale de La Seo
- Il castillo de la Aljafería, castello costruito dai Mori della dinastia dei Banu Hud, dopo la conquista cristiana divenne residenza reale del regno di Aragona e poi sede dell'Inquisizione al cui interno è possibile ammirare la torre del Trovador, torre del mitico personaggio raccontato da García Gutiérrez nel 1836 e immortalato da Giuseppe Verdi nell'opera lirica Il trovatore
- La Lonja, un edificio in stile rinascimentale di Saragozza costruito nella prima metà del XVI secolo per gli scambi economici, grazie alla rilevanza della prosperità commerciale
- Il Museo di Saragozza
- L'Alma Mater Museum
- La Calle del Coso
- Il puente de Piedra
- Il Teatro romano
- La Chiesa di San Juan de los Panetes la quale a causa di un cedimento della struttura ha il campanile leggermente pendente. L'Ordine di San Giovanni di Gerusalemme si stabilì a Saragozza intorno al XII e XIII secolo. La chiesa attuale fu iniziata a costruire nel XVI secolo e terminata nel 1725. In facciata presenta un particolare Crismon come molte chiese di Saragozza
- La Chiesa della Maddalena, una chiesa mudéjar costruita nel XIV secolo, sulle vestigia di alcune chiese romaniche del XII secolo. È stata restaurata nel XVIII secolo in stile barocco, ma conserva ancora la torre mudéjar con piastrelle blu, verdi e gialle
- La Chiesa dell'Esaltazione della Santa Croce
- Le mura romane di Saragozza, costruite nel III secolo, i cui resti testimoniano dell'antico passato della città quando qui sorgeva un ricco insediamento romano
- Il Monastero reale di Santa Maria de Veruela
- Il Parco Grande José Antonio Labordeta.

## Cultura

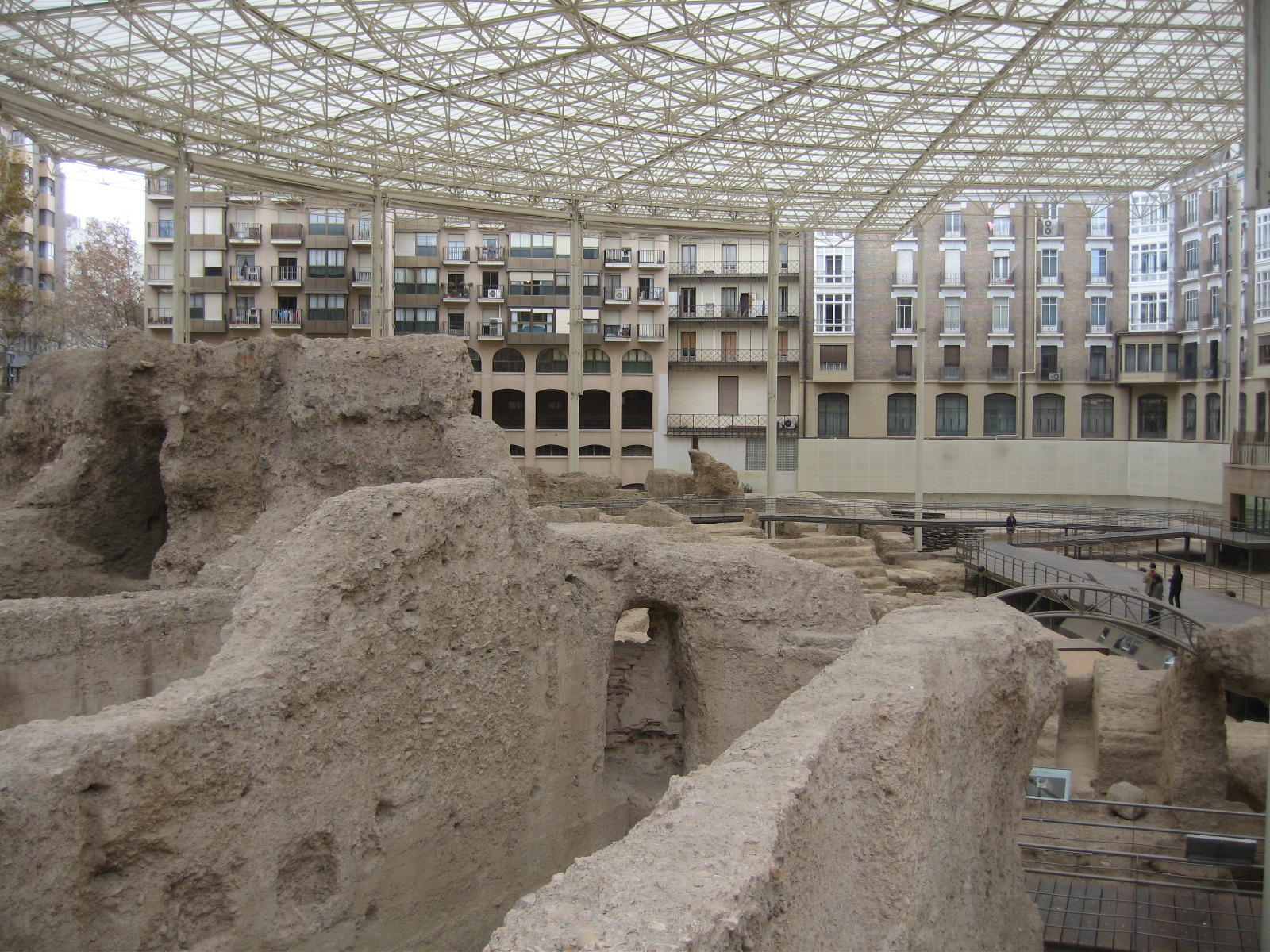
Il Teatro romano

L'Università di Saragozza (in spagnolo Universidad de Zaragoza) è un'università pubblica; ha campus a Saragozza, Huesca, Jaca, Teruel e La Almunia de Doña Godina. Fondata nel 1542, riunisce nel 2014 più di 30 000 studenti e 3 000 membri docenti tra i suoi 22 centri e 74 corsi di laurea.
Nel 1778 vi fu istituita la Real Academia de Bellas Artes de San Fernando, quando a Saragozza Goya ebbe il suo periodo di formazione, «nello studio di un pittore locale, José Martinez Luzan». Finita la formazione Goya si presentò in due occasioni presso tale Accademia «senza esito positivo».

## Infrastrutture e trasporti
Saragozza è collegata tramite l'autostrada con Madrid, Barcellona, Valencia, Bilbao e Tolosa che distano tutte circa 300 km.
L'aeroporto di Saragozza (Codice IATA: ZAZ), su cui operano principalmente Air Europa, Air Nostrum e Ryanair, è un piccolo scalo commerciale costruito a 10 km dalla città, dove ha sede un'importante base militare dell'aviazione spagnola; la pista è inoltre usata dalla NASA per operazioni di atterraggio d'emergenza dello Space Shuttle.
Saragozza è servita dalla ferrovia ad alta velocità (Alta Velocidad Española o AVE) poiché si trova sulla linea Madrid-Barcellona: Madrid è raggiungibile in 1:15, Barcellona in 1:30 circa. La stazione di Saragozza-Delicias connette la rete ferroviaria nazionale con quella degli autobus urbani e, dal 2008, con la linea ferroviaria suburbana (Cercanías).
La rete cittadina di autobus, gestita da TUZSA, si compone di 28 linee regolari diurne e 7 notturne.
È stata realizzata una tranvia, inaugurata nel 2011 e completata nel 2013, che attraversa la città da nord a sud.

## Economia
Saragozza è un importante centro produttivo e commerciale, con stabilimenti tessili, alimentari (soprattutto zuccherifici), industrie meccaniche e dell'automobile, cartiere, cementifici e impianti di lavorazione del vetro.

## Amministrazione

### Gemellaggi
Saragozza è gemellata con:
- Yoro, dal 2012
- Betlemme, dal 2019
- Biarritz, dal 1977[7]
- Coimbra, dal 2005
- Atizapán, dal 2009
- Taizhou, dal 2019
- La Paz, dal 2008

- La Plata, dal 1990
- León, dal 2002
- Mdina, dal 2010
- Pau, dal 1960
- Ponce, dal 1993
- San José de Cúcuta, dal 2010
- Skopje, dal 2008

- Tijuana, dal 2005
- Campinas, dal 2012
- Zamboanga, dal 2008
- Zaragoza, dal 1976
- Tirana[8]

- Canfranc, dal 2015
- Móstoles, dal 2005

Ha rapporti bilaterali con:
- Tolosa
- Mostar
- Yulín
- Ploiești

## Sport
- In città ha sede la squadra di pallacanestro Basket Zaragoza 2002 che disputa la massima serie del campionato spagnolo.
- Il Real Zaragoza è la principale squadra calcistica della città e milita nella Segunda División spagnola.

## Letteratura
Il Manoscritto trovato a Saragozza è un romanzo dello scrittore polacco Jan Potocki.
La città è lo sfondo delle vicende del romanzo Nicolas Eymerich, inquisitore di Valerio Evangelisti.
Nella Chanson de Roland Saragozza viene menzionata perché Carlo Magno combatte nei pressi della città prima di ritirarsi.